# Warpechy Nowe
Warpechy Nowe (do 31 grudnia 2002 Nowe Warpechy) – wieś w Polsce położona w województwie podlaskim, w powiecie bielskim, w gminie Wyszki.
W latach 1975–1998 miejscowość należała administracyjnie do województwa białostockiego. 1 stycznia 2003 nastąpiła zmiana nazwy wsi z Nowe Warpechy na Warpechy Nowe.
Wierni kościoła rzymskokatolickiego należą do parafii św. Andrzeja Apostoła w Wyszkach.